# 唐沢一義
唐沢 一義（からさわ かずよし、8月11日 - ）は、日本の漫画家・イラストレーター。愛知県出身。
2005年に「鬼倒師」で『月刊少年ガンガン』（スクウェア・エニックス）編集部主催の月例マンガ賞新GIガンガン杯2月期佳作を受賞し、増刊『ガンガンパワード』夏季号掲載の同作でデビュー。その後、同社刊のガンガンコミックスアンソロジーへの参加を経て2008年に「soleil」で第11回スクウェア・エニックスマンガ大賞特別大賞を受賞する。
『月刊ガンガンJOKER』で「レール・エール・ブルー」を連載していた。

## 作品

### 連載
- レール・エール・ブルー（月刊ガンガンJOKER）
- BLOOD PARADE（月刊Gファンタジー）

### 読み切り
- 鬼倒師（ガンガンパワード）
- soleil（ガンガンパワード）

### アンソロジー
- Happy bouquet（ヴァルキリープロファイル2 コミックアンソロジーEX. 第2集）

### イラスト
- 『ギルティクラウン アンソロジーコミック』（スクウェア・エニックス）